# Mathenay
Mathenay ist eine französische Gemeinde im Département Jura in der Region Bourgogne-Franche-Comté. Sie gehört zum Arrondissement Dole und zum Kanton Arbois. 
Die Nachbargemeinden sind Molamboz im Norden, Vadans im Osten, Abergement-le-Grand im Süden, Aumont im Südwesten und La Ferté im Westen.

## Bevölkerungsentwicklung
| Jahr                       | 1962 | 1968 | 1975 | 1982 | 1990 | 1999 | 2008 | 2017 |
| -------------------------- | ---- | ---- | ---- | ---- | ---- | ---- | ---- | ---- |
| Einwohner                  | 100  | 79   | 80   | 85   | 77   | 93   | 113  | 143  |
| Quellen: Cassini und INSEE |      |      |      |      |      |      |      |      |

|  |  |